# Asplenium theciferum
Asplenium theciferum är en svartbräkenväxtart som först beskrevs av Carl Sigismund Kunth, och fick sitt nu gällande namn av Georg Heinrich Mettenius. Asplenium theciferum ingår i släktet Asplenium och familjen Aspleniaceae.

## Underarter
Arten delas in i följande underarter:
- A. t. concinnum
- A. t. cornutum